# قناة سورويو
قناة سورويو (ܤܘܪܝܐ) هي قناة سريانية كلدانية أشورية تلفزيونية فضائية تقوم ببث برامجها من السويد. تقوم سورويو ببث برامجها بخمس لغات وهي السريانية والعربية والإنكليزية والتركية والسويدية. وبطبيعة الحال مع التركيز على البث باللغة السريانية.
افتتحت قناة سورويو يوم 10 تشرين الأول/أكتوبر عام 2004م. تبث القناة لمدة 5 ساعة يومياً مع 15 ساعات إعادة للبرامج ثلاث مرات يومياً.
الأخبار في هذه القناة تقدم باللغات الآرامية (بعدة لهجات) والعربية فقط. متلقي القناة هم المشاهدون المسيحيون في سورية والعراق وتركيا وإيران والمهجر.

## وصلات خارجية
- موقع قناة سورويو